# Campeonato Mundial de Remo de 1997
El XXVII Campeonato Mundial de Remo se celebró en Aiguebelette (Francia) entre el 2 y el 7 de septiembre de 1997 bajo la organización de la Federación Internacional de Sociedades de Remo (FISA) y la Federación Francesa de Remo.
Las competiciones se realizaron en el canal de remo del lago homónimo.

## Medallistas

### Masculino
| Evento                         | Oro | Plata | Bronce |
| ------------------------------ | --- | --- | --- |
| Scull individual M1X           | James Koven Estados Unidos | André Willms · Alemania · | Gregory Searle Reino Unido |
| Doble scull M2X                | Stephan Volkert · Andreas Hajek · Alemania · | Steffen Størseth · Kjetil Undset · Noruega · | Marcus Free Duncan Free Australia |
| Cuatro scull M4X               | Giovanni Calabrese · Rossano Galtarossa · Agostino Abbagnale · Alessandro Corona · Italia ·                                                                 | Stefan Roehnert · Marcel Hacker · Jens Burow · Marco Geisler · Alemania ·                                                                                        | Olexandr Zaskalko · Leonid Shaposhnikov · Olexandr Marchenko · Oleh Lykov · Ucrania ·                                                                             |
| Dos sin timonel M2-            | Michel Andrieux Jean-Christophe Rolland Francia | Lorenzo Carboncini · Mattia Trombetta · Italia · | Edward Murphy Adam Holland Estados Unidos |
| Dos con timonel M2+            | Scott Fentress Jordan Irving Nicholas Anderson (t) Estados Unidos                                                                                           | Nicholas McDonald-Crowley David Cameron David Colvin (t) Australia                                                                                               | Yeoryos Fotu · Konstantinos Kariotis · Labros Rizos (t) · Grecia ·                                                                                                |
| Cuatro sin timonel M4-         | Matthew Pinsent Timothy Foster Steve Redgrave James Cracknell Reino Unido                                                                                   | Olivier Moncelet Daniel Fauché Gilles Bosquet Bertrand Vecten Francia                                                                                            | Dorin Alupei · Florian Tudor · Claudiu Marin · Cornel Nemțoc · Rumania ·                                                                                          |
| Cuatro con timonel M4+         | Laurent Béghin Bernard Roche Vincent Maliszewski Antoine Béghin Christophe Lattaignant (t) Francia                                                          | Giuliano De Stabile · Rosario Gioia · Mario Palmisano · Francesco Mattei · Gaetano Iannuzzi (t) · Italia ·                                                       | Mark Johnson Edward Coode Garry McAdams Stephen Trapmore David Chung (t) Reino Unido                                                                              |
| Ocho con timonel M8+           | Christian Ahrens Sebastian Bea Philip Henry Robert Kaehler Garrett Miller Timothy Richter Michael Wherley Robert Cummins Peter Cipollone (t) Estados Unidos | Valentin Robu · Florin Corbeanu · Viorel Talapan · Florian Tudor · Claudiu Marin · Andrei Bănică · Cornel Nemțoc · Dorin Alupei · Marin Gheorghe (t) · Rumania · | Robert Walker Geoffrey Stewart Alastair Gordon David Porzig James Stewart Daniel Burke Drew Ginn Richard Wearne David Colvin (t) Australia                        |
| Scull individual ligero LM1X   | Karsten Nielsen Dinamarca | Michael Bänninger · Suiza · | Tomáš Kacovský · República Checa · |
| Doble scull ligero LM2X        | Tomasz Kucharski · Robert Sycz · Polonia · | Michelangelo Crispi · Leonardo Pettinari · Italia · | Bernhard Rühling · Ingo Euler · Alemania · |
| Cuatro scull ligero LM4X       | Franco Sancassani · Massimo Guglielmi · Stefano Basalini · Paolo Pittino · Italia ·                                                                         | Frank Mager · Alexander Lutz · Oliver Ibielski · Markus Baumann · Alemania ·                                                                                     | Neal Byrne Brendan Dolan John Armstrong Emmet O'Brien Irlanda |
| Dos sin timonel ligero LM2-    | Mathias Binder · Beni Schmidt · Suiza · | Neville Maxwell Anthony O'Connor Irlanda | Jacob Nielsen Jeppe Jensen Kollat Dinamarca |
| Cuatro sin timonel ligero LM4- | Thomas Ebert Thomas Poulsen Eskild Ebbesen Victor Feddersen Dinamarca                                                                                       | Laurent Porchier Yves Hocdé Xavier Dorfman Frédéric Pinon Francia                                                                                                | Roland Händle · Martin Weis · Jan Herzog · Marcus Mielke · Alemania ·                                                                                             |
| Ocho con timonel ligero LM8+   | Darren Balmforth Jon Berney Simon Burgess Alastair Isherwood Rob Mitchell Robert Richards Michael Wiseman Tim Wright Brett Hayman (t) Australia             | Phil Baker James Brown Jim Hartland Alex Henshilwood Jason Keys David Lemon James McNiven Ben Webb John Deakin (t) Reino Unido                                   | Jonathan Beare · Chris Davidson · Jeffrey Lay · Graham McLaren · Anthony Shearing · Ben Storey · Bryan Thompson · Edward Winchester · Chris Taylor (t) · Canadá · |

### Femenino
| Evento                       | Oro | Plata | Bronce |
| ---------------------------- | --- | --- | --- |
| Scull individual W1X         | Yekaterina Jodotovich · Bielorrusia · | Trine Hansen Dinamarca | Maria Brandin · Suecia · |
| Doble scull W2X              | Kathrin Boron · Meike Evers · Alemania · | Miriam Batten Gillian Lindsay Reino Unido | Viorica Susanu · Liliana Gafencu · Rumania · |
| Cuatro scull W4X             | Kathrin Boron · Manuela Lutze · Jana Thieme · Kerstin Köppen · Alemania ·                                                                                          | Dorthe Pedersen Ulla Hansen Werner Stinne Petersen Algreen Sarah Lauritzen Dinamarca                                                                                             | Inna Frolova · Svitlana Mazi · Dina Miftajutdynova · Olena Ronzhyna · Ucrania ·                                                                       |
| Dos sin timonel W2-          | Emma Robinson · Alison Korn · Canadá · | Veronica Cochela · Georgeta Damian · Rumania · | Albina Ligachova · Vera Pochitayeva · Rusia · |
| Cuatro sin timonel W4-       | Sue Walker Alexandra Beever Elizabeth Henshilwood Lisa Eyre Reino Unido                                                                                            | Ioana Olteanu · Anca Tănase · Doina Spîrcu · Doina Ignat · Rumania · | Pia Coenen · Kristina Erbe · Anna Coenen · Elke Hipler · Alemania ·                                                                                   |
| Ocho con timonel W8+         | Georgeta Damian · Viorica Susanu · Ioana Olteanu · Angela Cazac · Liliana Gafencu · Veronica Cochela · Doina Ignat · Anca Tănase · Elena Georgescu (t) · Rumania · | Buffy-Lynne Alexander · Laryssa Biesenthal · Jessica Gonin · Alison Korn · Emma Robinson · Dorota Urbaniak · Kristen Wall · Kubet Weston · Lesley Thompson-Willie (t) · Canadá · | Alexandra Beever Lisa Eyre Katherine Grainger Elizabeth Henshilwood Elise Laverick Sue Walker Rachel Woolf Francesca Zino Suzie Ellis (t) Reino Unido |
| Scull individual ligero LW1X | Sarah Garner Estados Unidos | Bénédicte Luzuy Francia | Kristina Knejp · Suecia · |
| Doble scull ligero LW2X      | Michelle Darvill · Angelika Brand · Alemania · | Lene Andersson Anna Helleberg Dinamarca | Angela Tamaș · Camelia Macoviciuc · Rumania · |
| Cuatro scull ligero LW4X     | Christiane Brand · Nicole Faust · Christine Morawitz · Gunda Reimers · Alemania ·                                                                                  | Samara Walbohm · Brie Ellard · Nathalie Benzing · Renata Troc · Canadá · | Hedi Poot · Sigrid Winkelhuis · Brechtje van Eijck · Floortje van Eijck · Países Bajos ·                                                              |
| Dos sin timonel ligero LW2-  | Eliza Blair Justine Joyce Australia | Linda Muri Michelle Borkhuis Estados Unidos | Malindi Myers Caroline Hobson Reino Unido |

## Medallero
| Núm. | País            | Oro | Plata | Bronce | Total |
| ---- | --------------- | --- | ----- | ------ | ----- |
| 1    | Alemania        | 5   | 3     | 3      | 11    |
| 2    | Estados Unidos  | 4   | 1     | 1      | 6     |
| 3    | Dinamarca       | 2   | 3     | 1      | 6     |
| 4    | Francia         | 2   | 3     | 0      | 5     |
| 4    | Italia          | 2   | 3     | 0      | 5     |
| 6    | Reino Unido     | 2   | 2     | 4      | 8     |
| 7    | Australia       | 2   | 1     | 2      | 5     |
| 8    | Rumania         | 1   | 3     | 3      | 7     |
| 9    | Canadá          | 1   | 2     | 1      | 4     |
| 10   | Suiza           | 1   | 1     | 0      | 2     |
| 11   | Bielorrusia     | 1   | 0     | 0      | 1     |
| 11   | Polonia         | 1   | 0     | 0      | 1     |
| 13   | Irlanda         | 0   | 1     | 1      | 2     |
| 14   | Noruega         | 0   | 1     | 0      | 1     |
| 15   | Suecia          | 0   | 0     | 2      | 2     |
| 15   | Ucrania         | 0   | 0     | 2      | 2     |
| 17   | Grecia          | 0   | 0     | 1      | 1     |
| 17   | Países Bajos    | 0   | 0     | 1      | 1     |
| 17   | República Checa | 0   | 0     | 1      | 1     |
| 17   | Rusia           | 0   | 0     | 1      | 1     |
|      | TOTAL           | 24  | 24    | 24     | 72    |